# Kummelgrundet, Ingå
Kummelgrundet är en ö i Finland. Den ligger i Finska viken och i kommunen Ingå i landskapet Nyland, i den södra delen av landet. Ön ligger omkring 64 kilometer sydväst om Helsingfors.
Öns area är 1,2 hektar och dess största längd är 230 meter i sydväst-nordöstlig riktning.